# 贝讷库尔
贝讷库尔（法語：Bennecourt，法語發音：[bɛnkuʁ]）是法国伊夫林省的一个市镇，属于芒特拉若利区。

## 地理
贝讷库尔（49°2'25"N, 1°33'44"E）面积6.95 平方千米，位于法国法蘭西島大區伊夫林省，该省份为法国北部内陆省份，北起瓦兹河谷省，西接厄尔省，西南接厄尔-卢瓦省，东南接埃松省，东临上塞纳省。
与贝讷库尔接壤的市镇（或旧市镇、城区）包括：塞纳河畔博尼耶尔、弗勒讷斯、戈姆库尔。

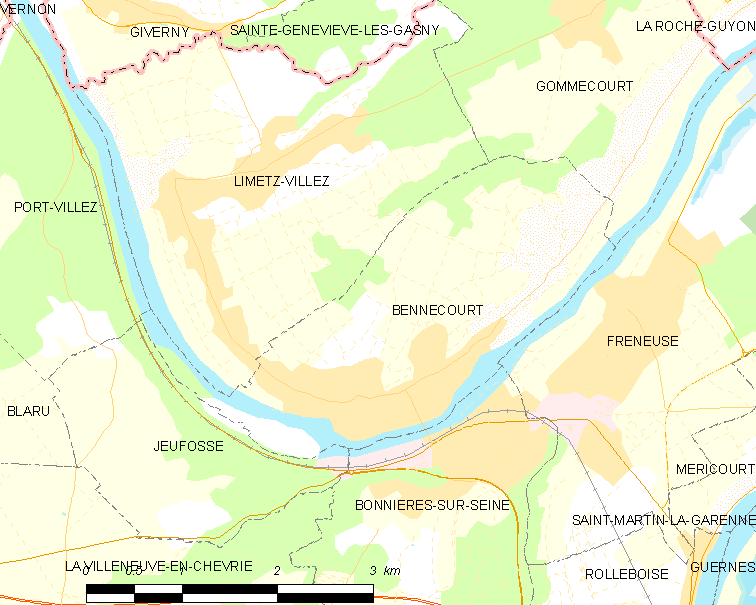
贝讷库尔的OSM定位图

贝讷库尔的时区为UTC+01:00、UTC+02:00（夏令时）。

## 行政
贝讷库尔的邮政编码为78270，INSEE市镇编码为78057。

## 政治
贝讷库尔所属的省级选区为塞纳河畔博尼耶尔县。

## 人口

1962-2008年间贝讷库尔人口变化图示

贝讷库尔于2022年1月1日时的人口数量为1792人。